# Domenico Ginnasi
Domenico Ginnasi (né le 19 juin 1551 à Castel Bolognese en Émilie-Romagne et mort le 12 mars 1639 à Rome) est un cardinal italien du début du XVIIe siècle.

## Biographie
Domenico Ginnasi est référendaire au tribunal suprême de la Signature apostolique, vice-légat à Campagna. Il est élu archevêque de Manfredonia en 1586 et est vice-gouverneur de Ferno et nonce apostolique en Toscane (en) et en Espagne.
Le pape Clément VIII le crée cardinal lors du consistoire du 9 juin 1604. Le cardinal Ginnasi ne participe pas au premier conclave de 1605 (élection de Léon XI), mais participe au deuxième conclave de Paul V), au conclave de 1621 (élection de Grégoire XV) et au conclave de 1623 (élection d'Urbain VIII). Il est camerlingue en 1618-1619 et vice-doyen et doyen du Collège des cardinaux à partir de 1630.
L'artiste peintre Caterina Ginnasi est sa nièce, qu'il a en partie élevée.

## Succession apostolique
Domenico Ginnasi a ordonné les évêques suivants :
- Évêque Juan Velázquez de las Cuevas (es), O.P. (1596)
- Évêque Carlos Muñoz Serrano (es) (1596)
- Évêque Juan Ramírez de Arellano (en), O.P. (1600)
- Évêque Juan Pérez de Espinosa (en), O.F.M.Obs. (1600)
- Évêque Mateo de Burgos (es), O.F.M. (1601)
- Évêque Domingo Pedro de Oña (it), O. de M. (1601)
- Archevêque Luis Fernández de Córdoba Portocarrero (es) (1603)
- Évêque Gerolamo Mezzamico (1608)
- Évêque Simoni Jeçi (1620)
- Évêque Francesco Saluzzo (1622)
- Évêque Nicola Maria Madaffari (1622)
- Archevêque Girolamo Costanzo (1623)